# Дом литератора (Баку)
Дом литератора — дом-музей азербайджанского писателя Мир Джалал Пашаева, расположенный в Баку, Азербайджан.

## История
Дом литератора открылся 27 апреля 2017 года в здании в Ичеришехер, где жил писатель, ученый, педагог Мир Джалал Пашаев.
Писатель жил в этом доме в 1920 — 1940 годах. Семья писателя отремонтировала дом к 109-летию со дня рождения Пашаева. Именно в этом доме писатель создал «Манифест молодого человека», «Воскресший», научный труд «Мастерство Физули» и некоторые сатирические рассказы. В музее экспонируется выставка фотографий писателя, а также его книги.

### Мероприятия
В конце 2017 года в доме-музее открылся Творческий центр по пропаганде азербайджанского языка, культуры и литературы.
Азербайджанская дипломатическая академия совместно с Международным центром мугама а также в соответствии с учебным курсом «Азербайджанский язык и культура» реализует в Доме литератора культурный проект, предназначенным для зарубежных студентов и языковедов.